# Donald A. Glaser

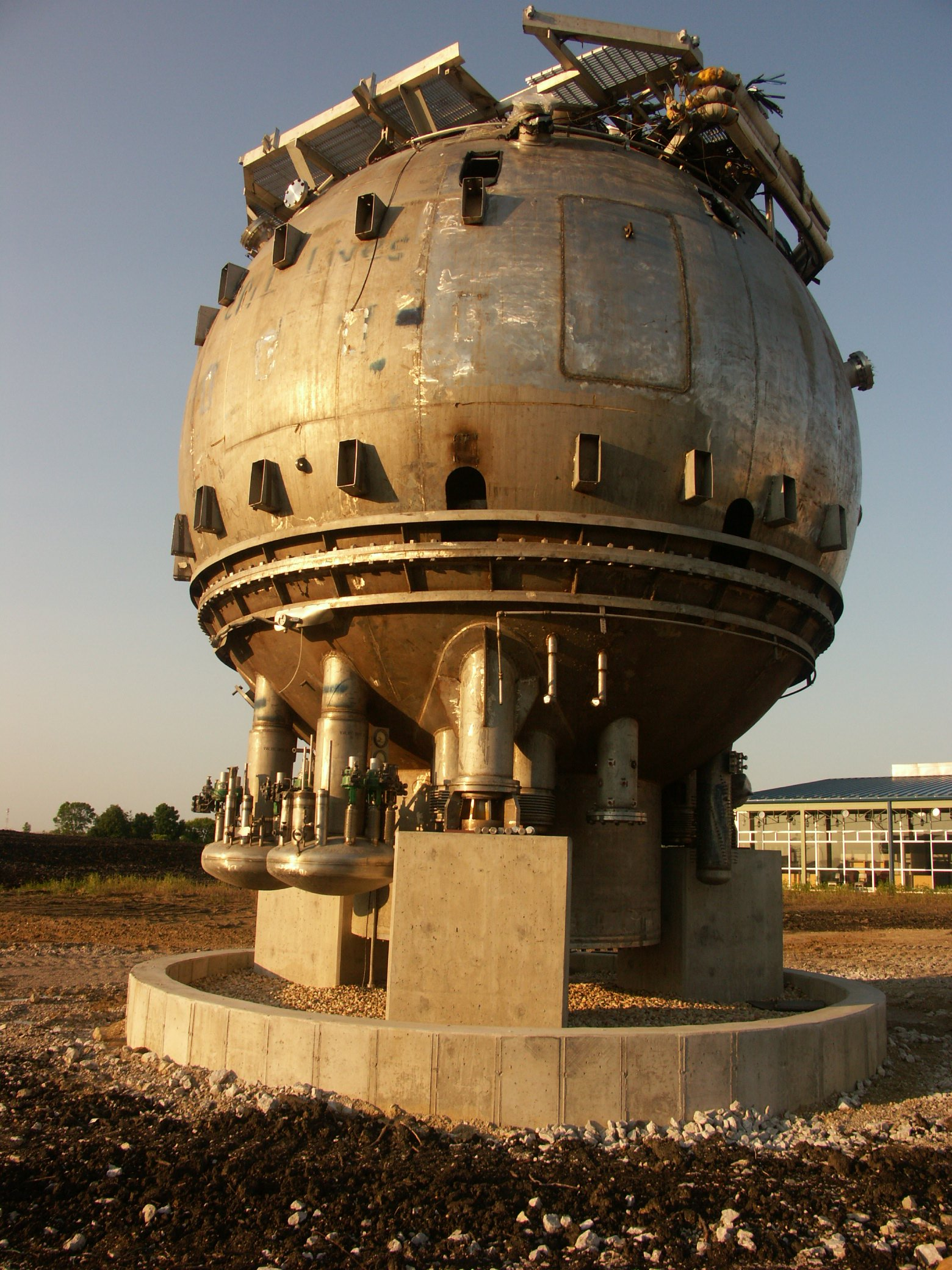
En bubbelkammare

Donald Arthur Glaser, född 21 september 1926 i Cleveland, Ohio, död 28 februari 2013 i Berkeley, Kalifornien, var en amerikansk fysiker och neurobiolog. 

## Biografi
Glaser var professor vid Berkeleyuniversitetet. Han har inom elementarpartikelfysiken gjort undersökningar av den kosmiska strålningen samt förbättrat den experimentella tekniken genom uppfinningen av bubbelkammaren år 1952. För detta blev han 1960 tilldelad Nobelpriset i fysik.
I slutet av sin karriär började han intressera sig för problem inom molekylärbiologin.